# 692 (tal)
692 är det naturliga heltal som följer 691 och följs av 693.

## Matematiska egenskaper
- 692 är ett jämnt tal.
- 692 är ett sammansatt tal.
- 692 är ett defekt tal.
- 692 är ett palindromtal i det ternära talsystemet.

## Inom vetenskapen
- 692 Hippodamia, en asteroid.